# Geraldine Heaney
Temple de la renommée : 2013
Temple de la renommée de l'IIHF : 2008
Geraldine Heaney (née le 1er octobre 1967) est une joueuse et entraîneuse irlando-canadienne de hockey sur glace. Elle évoluait au poste de défenseure et a été plusieurs fois médaillée d'or dans différentes compétitions internationales. Elle fut notamment membre de l'équipe nationale canadienne dans les sept premiers championnats du monde féminin, remportant l'or à chaque fois.

## Biographie

### Jeunesse
Heaney est née le 1er octobre 1967, à Lurgan, Comté d'Armagh, en Irlande du Nord. Ses parents, Mike et Kathleen Heaney, émigrent au Canada lorsque Géraldine a un an, mais elle garde la fierté de sa naissance en Irlande, revenant souvent à l'Ulster. Sa famille s'installe à North York, en Ontario, où elle grandit et développe sa passion pour le hockey, jouant souvent gardienne de but pour ses frères sur les patinoires extérieures. Athlète douée, Heaney joue également au football gaélique, au football, à la balle rapide et au hockey en ligne.

### Carrière de joueuse

#### Aeros de Toronto
Heaney rejoint d’abord une équipe de hockey féminin à l'âge de 10 ans, en jouant contre des filles jusqu'à six ans plus âgées qu'elle. Elle rejoint les Aeros de Toronto en 1980, à l'âge de 13 ans. Elle commence sa carrière avec l'organisation avec laquelle elle joue pendant 18 saisons et plus de 1000 jeux au plus haut niveau et, plus tard, la Ligue Nationale féminine de Hockey (NWHL). Elle est membre de six équipes provinciales, remporte six championnats provinciaux de l'Ontario et est nommée meilleure défenseure de l'Ontario Women's Hockey Association à trois reprises en 1987-1988, 1991-1992 et 1992-1993.
En étudiant la gestion des installations récréatives au Collège Seneca (en) à Toronto, Heaney est recrutée pour jouer au volley-ball, mais change immédiatement avec le hockey en apprenant que l'école a une équipe féminine. En 1987, elle mène Seneca à un championnat de l'Ontario Women's Hockey Association et, à la fois sa ligue et le championnat provincial.
Heaney est la seule joueuse à apparaître dans la Ligue nationale féminine de hockey chaque saison entre 1987 et 2001. Heaney est nommée meilleure défenseure du tournoi en 1993, 1997 et 2001 et est nommée meilleure joueuse en 1992. À trois mois de grossesse avec son premier enfant, Heaney termine sa carrière de club en 2004 en gagnant le championnat national pendant le temps additionnel. En reconnaissance de sa carrière de 27 ans, les Aeros retirent son maillot numéro 91 en 2006.

#### En équipe nationale
Le premier Championnat du monde féminin sanctionné par la Fédération internationale de hockey sur glace (IIHF) est joué en 1990, à Ottawa. Heaney est sélectionnée pour l'Équipe du Canada, mais comme elle est une immigrante reçue, elle doit se précipiter pour obtenir la citoyenneté avant qu'elle ne puisse jouer. Le Canada et les États-Unis sont les favoris du tournoi et se rencontrent en finale. Heaney marque le but de la victoire pour la médaille d'or de  façon spectaculaire. Alors qu'elle fait un deke (en) autour de deux défenseurs américains avant de glisser le palet dans le filet, elle trébuche sur le gardien de but et s'envole dans les airs d'une façon qui rappelle celle de Bobby Orr vainqueur de la Coupe Stanley en 1969. Ce but, couplé avec ses compétences en tant que défenseur offensif, conduit Heaney à être connue sous le nom de « Bobby Orr du hockey féminin ».
Le tournoi de 1990 marque le premier de sept victoires consécutives de médaille d'or pour Heaney, et elle est la seule joueuse à apparaître dans les sept premiers championnats du monde pour le Canada. Elle reçoit le Prix de la Direction comme meilleure défenseure du tournoi aux tournois en 1992 et 1994, et est nommée vedette du tournoi en 1992.
Le hockey féminin est ajouté pour la première fois aux Jeux de Nagano en 1998 et Heaney est nommée pour l'équipe Olympique Canadienne. Alors que le Canada a remporté tous les championnats du monde jusqu'alors, battant les États-Unis en finale à chaque fois, les Américains commence à battre le Canada à d'autres tournois. Heaney marque deux buts et quatre passes décisives en six matchs ; toutefois, le Canada perd la finale contre les États-Unis, 3-1, et remporte la médaille d'argent.
Heaney planifie que les Jeux de 2002 à Salt Lake seront son dernier tournoi. Elle termine sa carrière internationale avec une médaille d'or olympique après que le Canada batte les États-Unis 3-2 en finale. La finale est controversée car l'arbitre américain qualifie 13 des 16 dernières pénalités dans le match contre le Canada. Heaney décrit le sentiment des joueurs canadiens après le match : « Nous avons eu un nombre incroyable de pénalités. Nous n'avons jamais eu l'idée de ce qui pourrait arriver. Les officiels ont essayé de leur donner le match et nous n'allions pas laisser passer cela ». En plus des célébrations au Canada, Heaney est reconnue comme une héroïne sportive en Irlande du Nord.
Heaney joue également dans deux Championnats du monde de street-hockey. Elle remporte une médaille d'or en 1992 et une d'argent en 1994.

## Héritage
Pionnière du hockey féminin, Heaney est créditée d'avoir aidé à la croissance de ce sport. Ses prouesses offensives en tant que défenseure lui valent d'être comparée à l'étoile de la Ligue nationale de hockey Bobby Orr, en particulier après avoir marqué le but victorieux accédant ainsi à la médaille d'or dans le championnat du monde inaugural.
Défenseure offensive, Heaney se révèle dans 125 matchs avec l'équipe nationale canadienne, marque 27 buts et enregistre 66 passes décisives. En championnat du monde, elle détient des records canadiens pour la plupart des matchs (35), des buts (8), des passes (28) et des points (36) pour une défenseure. Pionnière du hockey féminin moderne, Heaney est reconnue par de nombreuses institutions. Elle est intronisée à l'Association des athlètes des collèges de l'Ontario et au Temple de la renommée du hockey canadien de ballon.
En 2008, Heaney rejoint sa compatriote Angela James et l'Américaine Cammi Granato comme premières femmes intronisées au Temple de la renommée de l'IIHF. Fière de son intronisation, Heaney voit cela comme un signe de reconnaissance dans le monde de hockey féminin, et ajoute : « Il y a tellement de jeunes filles qui jouent au hockey maintenant, c'est incroyable. Je crois vraiment que nous devons promouvoir le jeu partout dans le monde, pas seulement au Canada , et l'intronisation aujourd'hui des femmes devraient aider cela ». Cinq ans plus tard, Heaney devient la troisième femme (à la suite de James et Granato en 2010) à être intronisée au Temple de la renommée du Hockey dans le cadre de sa classe de 2013. Elle est intronisée au Panthéon des sports canadiens dans le cadre de sa classe de 2014.

## Vie privée
Heaney s'installe à Ancaster, en Ontario, à la suite de sa carrière de joueuse, où elle et son mari, John, élèvent leurs deux enfants, Shannon et Patrick. Heaney reste active dans le domaine du hockey ; elle se tourne vers le coaching et passe six saisons en tant qu'entraîneuse de l'équipe de hockey féminine des Warriors de l’Université de Waterloo (en), bien que le programme souffre par manque de ressources comparé aux programmes universitaires plus importants. Heaney quitte Waterloo en 2012 pour entraîner l'équipe novice de sa fille.

## Palmarès
| Année     | Équipe | Compétition              |     | PJ | B  | A  | Pts | Pun               |  | Résultat |
| 1990      | Canada | Championnat du monde     | 5   | 2  | 6  | 8  | 4   | Médaille d'or     |  |          |
| 1992      | Canada | Championnat du monde     | 5   | 0  | 6  | 6  | 2   | Médaille d'or     |  |          |
| 1994      | Canada | Championnat du monde     | 5   | 1  | 6  | 7  | 8   | Médaille d'or     |  |          |
| 1996      | Canada | Championnat du Pacifique | 5   | 2  | 3  | 5  | 0   | Médaille d'or     |  |          |
| 1997      | Canada | Championnat du monde     | 5   | 1  | 4  | 5  | 0   | Médaille d'or     |  |          |
| 1997      | Canada | Coupe des trois nations  | 4   | 0  | 2  | 2  | 6   | Médaille d'or     |  |          |
| 1997–1998 | Canada | Matchs amicaux           | 19  | 6  | 10 | 16 | 18  | —                 |  |          |
| 1998      | Canada | Jeux olympiques          | 6   | 2  | 4  | 6  | 2   | Médaille d'argent |  |          |
| 1998      | Canada | Coupe des trois nations  | 4   | 0  | 0  | 0  | 2   | Médaille d'or     |  |          |
| 1998–1999 | Canada | Matchs amicaux           | 7   | 1  | 1  | 2  | 0   | —                 |  |          |
| 1999      | Canada | Championnat du monde     | 5   | 3  | 0  | 3  | 4   | Médaille d'or     |  |          |
| 1999–2000 | Canada | Matchs amicaux           | 4   | 1  | 5  | 6  | 2   | —                 |  |          |
| 2000      | Canada | Championnat du monde     | 5   | 0  | 1  | 1  | 4   | Médaille d'or     |  |          |
| 2000      | Canada | Coupe des quatre nations | 4   | 3  | 1  | 4  | 4   | Médaille d'or     |  |          |
| 2000–2001 | Canada | Matchs amicaux           | 9   | 0  | 6  | 6  | 0   | —                 |  |          |
| 2001      | Canada | Championnat du monde     | 5   | 1  | 5  | 6  | 0   | Médaille d'or     |  |          |
| 2001      | Canada | Coupe des quatre nations | 4   | 0  | 1  | 1  | 0   | Médaille d'or     |  |          |
| 2002      | Canada | Jeux olympiques          | 5   | 0  | 2  | 2  | 0   | Médaille d'or     |  |          |
| Totaux    | Totaux | Totaux                   | 125 | 27 | 66 | 93 | 62  |                   |  |          |

## Prix et distinctions
- Meilleure joueuse des championnats nationaux canadiens féminins en 1992[21];
- Meilleure défenseure des championnats nationaux canadiens féminins en 1993, 1997, 2001[6];
- Meilleure défenseure du championnat du monde en 1992 et 1994[10];
- Vedette de l'Équipe au championnat du monde en 1992[11].
- Reçoit l'Ordre du hockey au Canada en 2016 [22]